# 仓洛人
仓洛人是分布在中国墨脱、不丹东部的民族（來自缅甸与阿薩姆的黄种人与阿洛人混合的后人），佔不丹人口的45%。在中国，他们被归为门巴族，在不丹，他们被归为主体民族主巴族的一个支系（另一个支系为阿洛）。
在1950年代中华人民共和国政府进行民族识别工作时，在中国的仓洛人旣及自称主巴又自称门巴，最终为与错那门巴族统一，称为门巴。
他们说仓洛语，信仰宁玛派藏传佛教，靠近孟加拉边界的信仰万物有灵。